# Agencia Venezolana de Noticias
La Agencia Venezolana de Noticias (AVN), hasta junio de 2010 llamada Agencia Bolivariana de Noticias (ABN), es el servicio de información oficial del gobierno de Venezuela, con cobertura regional y nacional, así como información en general sobre América Latina y el mundo. 
La Agencia Bolivariana de Noticias nace en abril de 2005 por iniciativa del Ministerio del Poder Popular para la Comunicación y la Información, como agencia informativa de la Revolución Bolivariana y en sustitución de la agencia estatal Venpres. 
El 21 de junio de 2010, la agencia fue rebautizada Agencia Venezolana de Noticias, ante el proyecto de preservar su nombre anterior para una futura agencia de noticias internacional. 
El formato de la página web de AVN se encuentra en español, inglés y francés.